# Premios 31 de Diciembre
Los premios 31 de desembre (31 de diciembre) son unos premios otorgados por la Obra Cultural Balear a personas o asociaciones en reconocimiento a su labor en defensa de la lengua y la cultura catalanas en Mallorca, España. 
Reciben este nombre como recuerdo del día en qué las tropas del Rey Jaime I de Aragón entraron en Palma de Mallorca en 1229. 
Se entregan anualmente alrededor de final de año en una gran fiesta.[cita requerida] Se distinguen varias modalidades. Cada una de ellas lleva el nombre de un insigne mallorquín: 
- Premio Francesc de Borja Moll: destinado a premiar una entidad que se haya destacado en las Islas Baleares por su dedicación a la normalización de la lengua, la cultura o la identidad nacional.[cita requerida]

- Premio Josep Maria Llompart: destinado a premiar una persona que se haya distinguido a las Islas Baleares por su dedicación a la normalización de la lengua, la cultura o la identidad nacional.[cita requerida]

- Premio Emili Darder: destinado a premiar una iniciativa o experiencia en el campo de la educación, la enseñanza o el entretenimiento, de una manera especial las que tienden a la normalización del catalán como lengua vehicular del aprendizaje, la renovación pedagógica o la educación medioambiental.[cita requerida]

- Premio Bartomeu Oliver: destinado a premiar una actividad cívica (de dinamización cultural, de recuperación lingüística, de revalorización de la cultura popular...) desarrollada dentro de un determinado ámbito territorial o social. También se podrá tener en cuenta un trabajo que contribuya a la búsqueda o a un mejor conocimiento del ámbito en cuestión.[cita requerida]

- Premio Miquel dels Sants Oliver: destinado a premiar un trabajo escrito, editado durante el año de la convocatoria, que tome el pasado o el presente de las Islas Baleares como campo de investigación u objeto de estudio.[cita requerida]

- Premio Bartomeu Rosselló-Pòrcel: destinado a premiar una persona menor de treinta y un años que haya sobresalido en el campo de la animación cultural, de la investigación (artística, humanística o científica) o de la creación.[cita requerida]

- Premio Gabriel Alomar i Villalonga: destinado a reconocer y promover los estudios, las actuaciones y las aportaciones en cualquier ámbito que, teniendo en cuenta el conjunto de los Países Catalanes, haya permitido expresar con toda normalidad la catalanidad de las Baleares, y haya contribuido a conocer, difundir y respetar esta realidad. La Junta Directiva de la OCB es, desde el 1993, el jurado de este premio.[cita requerida]

## Lista de galardonados
| Edición | Año  | Francesc de Borja Moll                               | Josep Maria Llompart                               | Emili Darder | Bartomeu Oliver                                  | Miquel dels Sants Oliver | Bartomeu Rosselló-Pòrcel                                                                     | Gabriel Alomar i Villalonga                                                                          | Aina Moll i Marquès                                                                |
| ------- | ---- | ---------------------------------------------------- | -------------------------------------------------- | --- | ------------------------------------------------ | --- | -------------------------------------------------------------------------------------------- | --- | ---------------------------------------------------------------------------------- |
| I       | 1987 | Associació de la Premsa Forana de Mallorca           | No convocado                                       | Moviment d'Escoles Mallorquines | Miquel Àngel Riera i Nadal                       | Enciclopèdia de Menorca | Margalida Pons i Jaume                                                                       | Mallorca, ara de la Fundació Emili Darder                                                            | No convocado                                                                       |
| II      | 1988 | Grup Balear d'Ornitologia i Defensa de la Naturalesa | No convocado                                       | Escola Municipal de Mallorquí de Manacor | Josep Antoni Grimalt i Gomila                    | No convocado | No convocado                                                                                 | Bases per a la planificació de l'acció social a Mallorca de l'Escola Universitària de Treball Social | No convocado                                                                       |
| III     | 1989 | Josep Massot i Muntaner                              | No convocado                                       | Associació Illenca per a la Renovació Educativa                                                                                             | Federació d'Associacions de Veïns de Palma       | Obres selectes de Ramon Llull edición de Antoni Bonner                                                                                | Miquel Cardell Santandreu                                                                    | De la terra a la taula Colegio Público Las Salinas                                                   | No convocado                                                                       |
| IV      | 1990 | Institut d'Estudis Eivissencs                        | No convocado                                       | Sindicat de Treballadors de l'Ensenyament de les Illes                                                                                      | Damià Pons Pons                                  | El mallorquinisme polític (1840-1936) de Gregori Mir                                                                                  | Miquel Bezares Portell                                                                       | Maria del Mar Bonet Verdaguer                                                                        | No convocado                                                                       |
| V       | 1991 | Baltasar Darder Sansó                                | No convocado                                       | Grups d'Esplai de les Illes | Federació de Corals de Mallorca                  | La iarda mallorquina de Nicolau S. Cañellas i Serrano                                                                                 | Jaume Falconer Perelló                                                                       | Cosme Aguiló Adrover                                                                                 | No convocado                                                                       |
| VI      | 1992 | Moviment Escolta i Guiatge de Mallorca               | No convocado                                       | Seminari de didàctica del català ICE-CENC                                                                                                   | Quaderns de Folklore                             | Els partits polítics davant el caciquisme i la qüestió nacional (1917-1923) d'Isabel Peñarrubia                                       | Maria de la Pau Janer Mulet                                                                  | Un horitzó per a la llengua d'Isidor Marí Mayans                                                     | No convocado                                                                       |
| VII     | 1993 | Lluc                                                 | Miquel Colom Mateu                                 | Col·legi Pius XII | Iguana Teatre                                    | Els camins i les imatges de l'Arxiduc ahir i avui de Joan Marí Cardona                                                                | Gabriel Thomàs Rosselló                                                                      | Òscar Ribas i Reig, cap de govern d'Andorra                                                          | No convocado                                                                       |
| VIII    | 1994 | Museu Balear de Ciències Naturals de Sóller          | Miquel Gayà Sitjar                                 | Moviment de Renovació Pedagògica de Menorca                                                                                                 | Neus Garcia Inyesta i Guillem Oliver Suñer       | El moviment catòlic a Mallorca (1875-1912 de Pere Fullana i Puigserver                                                                | Antoni Marimon Riutort                                                                       | El Temps                                                                                             | Joves de Mallorca per la Llengua, Ateneu 31 de Desembre i Alternativa per Mallorca |
| IX      | 1995 | Editorial Moll                                       | Andreu Murillo Tudurí                              | Joan Baptista Lacomba i Garcia | Uc                                               | La raó i el meu dret. Biografía de Llorenç Villalonga de Jaume Pomar i Llambias                                                       | David Ginard Féron                                                                           | Institut Interuniversitari Joan Lluís Vives                                                          | No convocado                                                                       |
| X       | 1996 | Grup Blanquerna                                      | Josefina Salord Ripoll                             | Escola d'estiu de Mallorca | Agrupación Cultural de Porreras                  | Estudis de literatura medieval i moderna de Jaume Vidal Alcover                                                                       | Sebastià Alzamora Martín                                                                     | Diario de Baleares                                                                                   | No convocado                                                                       |
| XI      | 1997 | Sociedad Arqueológica Luliana                        | Joan Veny Clar                                     | Joan Melià | Els Valldemossa                                  | |                                                                                              | Josep Melià                                                                                          | No convocado                                                                       |
| XII     | 1998 | Edicions Nura                                        | Antoni Martorell                                   | Trobada d’Escoles d’Eivissa | Associació Sollerica de Cultura Popular          | Les Balears en venda de Joan Seguí | Miquel Àngel Casasnovas Joves de Mallorca per la Llengua                                     | Gran Enciclopèdia de Mallorca                                                                        | No convocado                                                                       |
| XIII    | 1999 | Acadèmia de Ciències Mèdiques                        | Maria Ferret                                       | Joan Salom | Antoni Torrents                                  | Correspondència de Joan Mascaró de Gregori Mir                                                                                        |                                                                                              | | No convocado                                                                       |
| XIV     | 2000 | Societat d'Història Natural de les Balears           | Felip Cirer i Costa                                | Antoni Ballester | Biel Majoral                                     | Toni Catany i Toni Vidal | Josep Melià Ques                                                                             | Vilaweb                                                                                              | No convocado                                                                       |
| XV      | 2001 | Joan Pons                                            | Pere Joan Llabrés                                  | Gaspar Valero Martí | Joan Barceló i Bauçà                             | Carles Manera | Antònia Font                                                                                 | Joan Company Florit                                                                                  | No convocado                                                                       |
| XVI     | 2002 | Grup Excursionista de Mallorca                       | Antoni Parera Fons                                 | Associació Es Canonge de Santa Cirga |                                                  | Agustí Villaronga |                                                                                              | Avui                                                                                                 | No convocado                                                                       |
| XVII    | 2003 | Produccions Blau                                     | Pilar Perea Sabater                                | Gabriel Mayans Femenies i Josep Estelrich Costa                                                                                             | Femenies                                         | Llança-t'hi, a parlar en català! | Pere Antoni Pons i Tortella                                                                  | Vicenç Villatoro                                                                                     | Antònia Serrano i Paula Fluxà Garcías                                              |
| XVIII   | 2004 | Empresa Roldan Oficines i Despatxos                  | Centre territorial de TVE                          | Pilar Benejam | Joan Bibiloni                                    | Maria Antònia Oliver | Nou Romancer                                                                                 | Escola Valenciana                                                                                    | No convocado                                                                       |
| XIX     | 2005 | Postres Tudurí                                       | Missioners dels Sagrats Cors de Randa              | Joan Sans Mercadal | Fira de Teatre de Manacor                        | Antoni Mas Fornés | Mateu Matas Ordinas                                                                          | Joan Francesc Mira                                                                                   | Coloma Julià Adrover                                                               |
| XX      | 2006 | Llibreria Quart Creixent                             | Sebastià Trias Mercant                             | Joan Pere Le Bihan, impulsor de La Bressola                                                                                                 | Comissió de Festes de Santa Maria de Formentera  | Diccionari del teatre de les Illes Balears, coordinat per Joan Mas i Vives, i Països catalans en plural, editat per Damià Pons i Pons | Joan Amer Fernández, autor de la tesis Turisme i política. L'empresariat hoteler de Mallorca | Escola Mata de Jonc                                                                                  | No convocado                                                                       |
| XXI     | 2007 | Círculo Artístico de Ciudadela                       | Ramon Rosselló i Vaquer                            | Col·legi Públic Gabriel Alzamora | Soca de Mots                                     | Formentera. En les teves mans i Cantata Rua Fosca                                                                                     | Consejo de Juventud de las Islas Baleares                                                    | Guillem Frontera i Pascual                                                                           | Plataforma Calviá por la Lengua y Madiop Diagne                                    |
| XXII    | 2008 | Fundació Àrea Creació Acústica                       | Josep Miquel Vidal                                 | Gabriel Ensenyat | Quaderns d'Història Contemporània de les Balears | Memòria i oblit d'una guerra | Melcior Comes                                                                                | Miquel Barceló                                                                                       | Antònia Maria Mulet i Catalina Martorell                                           |
| XXIII   | 2009 | Institut Menorquí d'Estudis                          | Orquestra de Joves Intèrprets dels Països Catalans | Associació 8 d'Agost | Alexandre Ballester                              | Damià Bosch, Anna Serra i Rut Mont per "La indumentària menorquina del segle XVIII"                                                   | Jaume C. Pons Alorda                                                                         | Festival de Poesia de la Mediterrània                                                                | Teatro Principal de Mahón, Pere A. Serra i IB3 Televisión                          |
| XXIV    | 2010 | Fundació Teatre del Mar                              | Guillem López Casasnovas                           | Baltasar Bibiloni i Llabrés | Aires Formenterencs                              | Vicent Marí Tur, Botja per "Dones de pagesa: els treballs i els dies"                                                                 | Llucia Ramis i Laloux                                                                        | Gabriel Fiol i Gomila                                                                                | No convocado                                                                       |
| XXV     | 2011 | Gremio de Editores de las Islas Baleares             | Miquel Duran Ordinyana                             | Catalina Moner Mora | Aires Sollerics                                  | El crepuscle dels estels, programa d'IB3 Ràdio                                                                                        | Jaume Garau i Taberner                                                                       | Club Super3                                                                                          | Maria Àngela Melis                                                                 |
| XXVI    | 2012 | Associació Bany-Al-Bahar                             | Cels Calviño Andreu                                | Enllaçats pel català, Assemblea de mestres i professors en català, Plataforma Crida i Federació d'Associacions de pares i mares de Mallorca | Antoni Gomila                                    | Diccionario de partidos políticos de las Islas Baleares (1900-2008)                                                                   | Francesc Vicens                                                                              | Obrint Pas                                                                                           | Martí Gasull (Plataforma por la Lengua)                                            |
| XXVII   | 2013 | Viquipèdia                                           | Tomeu Martí i Florit                               | Escola de Música Ireneu Segarra de Palma | Centre de cultura Tradicional "Sarau Alcudienc"  | Gabriel Bibiloni i Canyelles | Jaume Miró i Adrover                                                                         | Asamblea de Docentes de las Islas Baleares                                                           | David Pagès i Cassú                                                                |
| XXVIII  | 2014 | Associació S'Altra Senalla                           | Francesc Riera Solivellas                          | Joan Moll i Marquès | Associació Cultural Musical Pere Josep Cañellas  | Contraban, corrupció i estraperlo a Mallorca (1939-1975) de Pere Ferrer Guasp                                                         | Xítxeros amb empenta                                                                         | Editorial Bromera                                                                                    | Miquel Ripoll Rutllan                                                              |
| XXIX    | 2015 | Comissió Cívica del Tricentenari 1715 - 2015         | Gabriel Barceló i Bover                            | Orfeó l'Harpa d'Inca | Projecte "Fabricantes de Bunyola"                | I si passa, què ens passa de la Editorial Arrela                                                                                      | Taverners                                                                                    | Revista Enderrock                                                                                    | Jaume Fuster i Alzina                                                              |